# Международное бюро мира
Междунаро́дное бюро́ ми́ра (фр. Bureau International Permanent de la Paix, англ. International Peace Bureau) — интернациональное движение за мир, основанное в 1891 году.

## История
Организация была основана по итогам Международного конгресса мира, состоявшегося в Риме в 1891 году. Одним из основателей бюро, а также его первым председателем выступил датский политик Фредрик Байер. Основными задачами Международного бюро мира являлись организация и проведение международных конференций, пропаганда мира, а также поддержание контактов пацифистских групп и учреждений. За организацию конференций по разоружению движение в 1910 году было удостоено Нобелевской премии мира.
Свернув свою деятельность во время Первой мировой войны, по её окончании организация вновь продолжила работу, сосредоточившись на гуманитарной деятельности неправительственных организаций. С началом Второй мировой войны Международное бюро мира вновь приостановило свою деятельность. В 1946 году некоторые из бывших членов организации собрались, чтобы восстановить её работу: новая организация получила название Международный комитет взаимодействия организаций в борьбе за мир. В 1961 году движение было признано преемником Международного бюро мира, после чего стало функционировать под прежним названием.